# 中僑慈善群星夜
中僑慈善群星夜是加拿大卑詩省中僑互助會屬下中僑基金會主辦的慈善綜合性娛樂音樂晚會，目的是為該機構籌募經費以協助移民適應新生活及融入社會。此活動每年一度於溫哥華市舉行，現場觀眾包括政府官員、社區領袖、知名人士、贊助商以及購買慈善票入場的市民。
是項活動由1995年開始至今從未間斷，形式普遍是邀請中、港、台各地紅歌星或演員表演。不過其規模就會受各年的經濟氣候影響，例如由1990年代末期到2000年代中期一度聯同新時代電視和香港無綫電視合辦（並冠以《四海一心加港情》的副題），假溫哥華的通用體育館舉行，場面隆重。但近年因為經濟不景，無論是政府津貼或市民損獻都減少了，導致中僑慈善群星夜的規模從2009年起也大為縮減，並改於溫市中心威斯汀灣岸酒店舉行。

## 歷年資料
| 日期                               | 地點           | 司儀                                        | 藝人嘉賓                                                                            | 籌得款項      |
| 2003年2月8日（页面存档备份，存于） | 通用體育館     | 曾志偉、林曉峰、沈殿霞                      | 余文樂、麥浚龍、關心妍、陳慧珊、Twins、趙頌茹、 陶喆、楊千嬅、林子祥、葉倩文        | 不詳          |
| 2004年                             | 通用體育館     | 沈殿霞                                      | 古巨基、容祖兒、楊千嬅                                                              | 不詳          |
| 2005年2月12日                      | 通用體育館     | 沈殿霞、曾志偉、錢嘉樂、 Jerry Lamb、梅小惠 | 黎明、陳文媛、Cookies、楊千嬅、劉雅麗、謝霆鋒、 葉振棠、鄭希怡                      | 加幣40萬元    |
| 2006年                             | 通用體育館     | 沈殿霞                                      | 側田、梁詠琪、楊千嬅                                                                | 不詳          |
| 2007年2月25日                      | 通用體育館     | 曾志偉、錢嘉樂、毛舜筠、 梅小惠、姚樂怡     | 側田、周麗淇、鄧麗欣、吳雨霏、泳兒、劉若英、 陳潔靈、鄭希怡、關智斌、鄭欣宜         | 加幣72萬7千元 |
| 2008年2月                          | 通用體育館     | 阮兆祥、梅小惠、姚樂怡                      | 側田、曾志偉、梁漢文、傅穎、孫耀威、張敬軒、 薛凱琪、鍾鎮濤、周麗淇、苗僑偉、戚美珍 | 加幣38萬元    |
| 2009年2月27日                      | 威斯汀灣岸酒店 |                                             | 夏雨、林一峰、雷安娜                                                                | 加幣324,577元 |
| 2010年4月10日                      | 威斯汀灣岸酒店 |                                             | 胡琳                                                                                | 加幣481,271元 |

## 傳媒贊助
- 1997年-2007年：加拿大新時代傳媒集團、香港無綫電視
- 2008年：温哥華華僑之聲
- 2009年-2010年：沒有傳媒贊助

## 藝人安排
由於中僑慈善群星夜是一個非牟利慈善表演，所以所有代表香港無綫電視的表演嘉賓都是由該台派出義演的。隨必要開支外，他們的住宿、膳食和機票都是由各間酒店、航空公司和餐廳贊助。而為了方便出入境安排，大會通常會邀請美國籍（例如側田、林子祥、陳慧珊等）和加拿大籍（尤其是在溫哥華有家庭的藝人，如曾志偉、苗僑偉、戚美珍、夏雨、雷安娜、謝霆鋒、以及沈殿霞和鄭欣宜母女等）的嘉賓前來演出。
當中，沈殿霞曾多次參與表演或擔任主持人，同時運用人脈關係聯絡香港無綫電視委派大量藝人前來演出，也身體力行鼓吹各方人士捐款，被認為是對中僑互助會最有貢獻的藝人。因此，她在2008年逝世後，中僑互助會為她舉行了盛大的追思會。
另外，楊千嬅由1997年至2006年之間每一年都參與演出，是參與次數最多的藝人；而謝霆鋒和鄭欣宜首次在公眾面前開腔演唱的場合皆是多年前的中僑慈善群星夜。
不過，由於近年經濟不景，2009年的中僑慈善群星夜失去了大量贊助，所以該年的嘉賓只有林一峰有贊助；而夏雨及雷安娜在溫哥華有家庭，所以省除了贊助。

## 外部連結
- 中僑慈善群星夜2010